# Вася Куролесов
Вася Куролесов — персонаж повестей Юрия Коваля.

## Произведения

### Приключения Васи Куролесова
Вася покупает на рынке у Курочкина поросят, приходит домой, но узнаёт, что вместо поросят ему положили в мешок пса, которого Куролесов называет Матросом. На следующий день он идёт на рынок искать Курочкина, тот его сдаёт милиции. Когда приехал Капитан Болдырёв, он вместе с Васей ловит и сажает в тюрьму Курочкина и его подручных: Рашпиля и Батона.

### Промах гражданина Лошакова
Вася Куролесов со своим псом Матросом вновь приезжает из деревни Сычи, где он работает трактористом, чтобы подключиться к расследованию. Вместе с капитаном Болдыревым и старшиной Таракановым ему удаётся задержать бандитов, ограбивших на дороге гражданина Лошакова. А лёжа в засаде в лесу во время следующего задания, Вася замечает подозрительную личность и начинает за ней слежку. Этой личностью оказывается сам Харьковский Пахан, и в погоне за ним Вася неожиданно для себя оказывается в подвале с брюквой, где встречает свою любовь.

### Пять похищенных монахов
Вася становится милиционером и вместе с Болдырёвым и Таракановым ищет похищенных голубей-монахов.